# Заозерні провулки (Львів)
Заозерні провулки — шість провулків (1-6-й Заозерні провулки), що відходять на захід від вулиці Заозерної у Шевченківському районі міста Львова, в місцевості Голоско. 1, 3 та 4-й Заозерні провулки починаються від вулиці Заозерної та закінчуються глухим кутом; 2-й та 5-й Заозерні провулки сполучають вулиці Заозерну та Під Голоском, а 6-й Заозерний провулок прямує від вулиці Заозерної повз озеро Стосика до вулиці Замарстинівської.

## Історія
Виникли на початку XX століття, як невеличкі вулички у складі передміського селища Голоско Велике. Після приєднання селища до міста Львова у 1958 році, вулицям були надані назви — 1-й Заозерний провулок, 2-й Заозерний провулок, 3-й Заозерний провулок, 4-й Заозерний провулок, 5-й Заозерний провулок та 6-й Заозерний провулок, які збереглися дотепер. Походження назви провулків аналогічне походженню назви вулиці Заозерної — через три невеликих озера, що розташовувалися поблизу (станом на початок XXI століття залишилося лише одне — озеро Стосика).

## Забудова
Забудова провулків — конструктивізм 1930-х років та одноповерхові садибні будинки.